# Jarrow
Jarrow – miasto w Wielkiej Brytanii, w północno-wschodniej Anglii, w hrabstwie Tyne and Wear, położone nad rzeką Tyne, część aglomeracji Tyneside. W 2001 roku miasto to zamieszkiwało około 27 000 osób.
W latach 80. VII wieku Benedykt Biscop ufundował klasztor. Z klasztorem związany był mnich i uczony Beda.
Za jego czasów biblioteka w Jarrow była jedną z najbogatszych. Beda jest patronem miasta Jarrow.
Od XIX w. do 1935 Jarrow było ważnym ośrodkiem przemysłu stoczniowego. Znajdowała się tam stocznia Palmers Shipbuilding and Iron Company, będąca głównym pracodawcą w mieście. Jej likwidacja w 1935  spowodowała m.in. protest robotników w październiku 1936, tzw. marsz Jarrow (Jarrow March). 
Miasta partnerskie:
- Wuppertal, Niemcy,
- Noisy-le-Sec, Francja,
- Épinay-sur-Seine, Francja.